# Douglas Nicholls
Sir Douglas Ralph Nicholls (9 dicembre 1906 – 4 giugno 1988) è stato un presbitero laico protestante, politico e in gioventù giocatore di football australiano proveniente dal Nuovo Galles del Sud, che ricoprì la carica di governatore dello stato dell'Australia Meridionale.

## Biografia
Nicholls nacque nella Cummeragunja Reserve, nel Nuovo Galles del Sud. Era il più giovane di cinque figli di Herbert Nicholls e Florence Atkinson. Il nonno materno era Aaron Atkinson, che era il fratello di William Cooper.
A 13 anni, insieme allo zio, lavorò come operai di catrame e come tosatore di pecore. È stato anche un calciatore.

## Carriera
Nicholls era un ministro e assistente sociale con gli aborigeni. Dopo la morte della madre, si interessò al cristianesimo e fu battezzato a Northcote Church of Christ (oggi Northern Community Church of Christ) nel 1935.
Ha svolto funzioni religiose e inni come predicatore laico presso il Gore Street Mission Centre a Fitzroy.
Nel 1941 ricevette la convocazione alle armi e si unì al 29º Battaglione, ma, nel 1942, su richiesta della polizia di Fitzroy, andò a lavorare come assistente sociale nella comunità aborigena a Fitzroy, aiutando coloro che avevano problemi con l'alcool, gioco d'azzardo e altri problemi sociali.
Durante la seconda guerra mondiale, Nicholls era un lanciatore di boomerang, insegnandolo ad alcuni militari degli Stati Uniti. C'è una fotografia che lo ritrae negli archivi del War Memorial.
Gli indigeni che si rivolgevano a lui alla fine crearono un gruppo così grande che è diventato il pastore della prima chiesa aborigena cristiana in Australia.
Nel 1957 è diventato un ufficiale di campo per il Aborigines Advancement League. Ha curato la loro rivista, Smoke Signals, e ha contribuito a disegnare le questioni aborigene all'attenzione dei funzionari governativi e il pubblico in generale.
Nel 1976, Nicholls è stato fatto Governatore del South Australia, diventando la prima persona indigena a ricoprire tale carica.

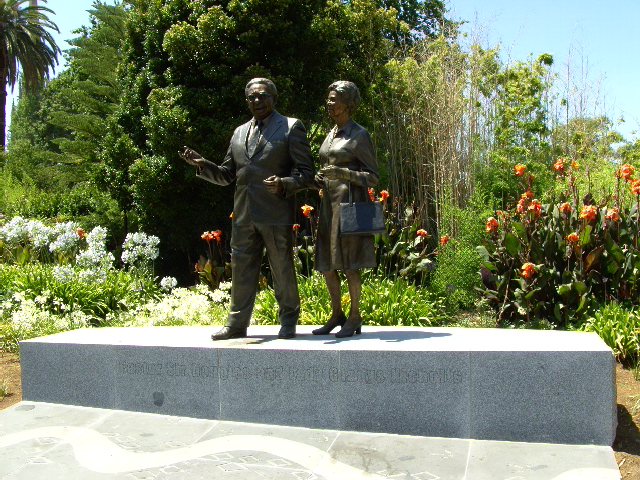
Statua di Nicholls e di sua moglie, nel giardino del Parlamento, Fitzroy, Victoria.

## Matrimonio
Nel dicembre del 1942 Nicholls sposò Gladys Nicholls, la vedova di suo fratello Howard Nicholls (1905-1942); Howard (che aveva sposato Gladys nel 1927) era morto nell'aprile 1942 in seguito alle ferite riportate in un incidente d'auto. Gladys aveva già tre figli. Douglas e Gladys sono stati sposati per 39 anni ed ebbero sei figli: due figli, Bevan e Ralph, e quattro figlie, Beryl, Nora, Lilian e Pamela. Lady Gladys Nicholls morì nel 1981.

## Morte
Morì il 4 giugno 1988 dopo un ictus.